# Gjermund Bråten
Gjermund Bråten (født 23. oktober 1990 i Drammen) er norsk professionel snowboarder fra Ål, der repræsenterer Geilo Idrettslag og har tidligere været elev på snowboardlinjen ved Eliteidrætsgymnasiet i Geilo. Han repræsenterede Norge ved vinter-OL 2014 i Sotji, hvor han konkurrerede i disciplinen slopestyle. Han er storebror til den norske freestyle skiløber Øystein Bråten, der ligeledes deltog ved vinter-OL 2014.